# Nicolás Aguirre (cestista)
Gustavo Nicolás Aguirre (Santiago del Estero, 31 marzo 1988) è un cestista argentino.